# Nhà máy bia Heineken
Nhà máy bia Heineken nằm ở thủ đô Amsterdam, là một di tích lịch sử và trung tâm cung cấp thông tin cho du khách về phân phối toàn cầu về bia nhạt pilsner và bia Heineken.
Cơ sở công nghiệp này được xây dựng như là nhà máy bia Heineken đầu tiên vào năm 1867, và cũng là cớe phục vụ sản xuất bia chính của hãng cho đến năm 1988 khi một nhà máy hiện đại hơn được xây dựng ở ngoại ô thành phố.

## Lịch sử
Năm 1991, nhà máy bia mở cửa cho công chúng như một địa điểm du lịch và trung tâm cung cấp thông tin cho du khách, được gọi là "Trung tâm xử lý thông tin Heineken" (tiếng Hà Lan: Heineken ontvangst-en informatiecentrum). Và nơi đây nhanh chóng thu hút nhiều khách du lịch viếng thăm để trở thành một trong những địa điểm du lịch nổi tiếng nhất tại Amsterdam. Năm 2001, trung tâm này đổi tên thành "Heineken Experience" (trải nghiệm Heineken).
Sau một năm tu sửa và mở rộng mở rộng dựa theo thiết kế của Bob Rogers, nhà máy này mở cửa trở lại vào ngày 3 tháng 11 năm 2008. Sự thay đổi mới nhất của nhà máy này bao gồm các hiện vật lịch sử, thăm dò sản phẩm lấy mẫu và triển lãm tương tác có sử dụng các công nghệ đa phương tiện truyền thông công nghệ cao mới nhất. Mục đích là muốn mang lại sự kết nối với bia, lịch sử của Heineken, để giúp mọi người nhìn thấy nó, chạm vào nó, nếm thử.
Trong khi cơ sở sản xuất bia đầu tiên của Heineken là một mốc lịch sử đối với các công ty Heineken, nó cũng là một điểm thuộc Tuyến đường di sản công nghiệp châu Âu. Trong số 845 địa điểm ở 29 quốc gia châu Âu được giới thiệu thì có 66 điểm thuộc tuyến đường chính ERIH. Các tuyến đường này cho thấy lịch sử và nguồn gốc về ngành công nghiệp ở châu Âu.